# Ségoufielle
Ségoufielle is een gemeente in het Franse departement Gers (regio Occitanie) en telt 653 inwoners (1999). De plaats maakt deel uit van het arrondissement Auch.

## Geografie
De oppervlakte van Ségoufielle bedraagt 5,2 km², de bevolkingsdichtheid is 125,6 inwoners per km².
De onderstaande kaart toont de ligging van Ségoufielle met de belangrijkste infrastructuur en aangrenzende gemeenten.

## Demografie
Onderstaande figuur toont het verloop van het inwonertal (bron: INSEE-tellingen).